# Kyrielle des Vaux
Kyrielle des Vaux född 17 mars 2020, är en fransk varmblodig travhäst som tränas av Charley Mottier och körs och rids av Guillaume Lenain.
Hon började tävla i december 2022 och inledde med att komma på tredjeplats för att sedan ta sin första seger i femte starten. Hon har hittills sprungit in 352 720 euro på 16 starter, varav 5 segrar och 1 andraplats samt 6 tredjeplatser. Den hittills största segern är tagen i Prix de Pardieu (2024).
Hon har även segrat i Prix Hémine (2023), Prix Urgent (2023), Prix Louis Le Bourg (2024) samt på andraplats i Prix de Vincennes (2023) och på tredjeplats i Saint–Léger des Trotteurs (2023), Prix Louis Tillaye (2023), Prix d'Enghien (2023) och Prix Réne Palyart (2024).

## Statistik
| Statistik för Kyrielle des Vaux (Ref.) | Statistik för Kyrielle des Vaux (Ref.) | Statistik för Kyrielle des Vaux (Ref.) | Statistik för Kyrielle des Vaux (Ref.) | Statistik för Kyrielle des Vaux (Ref.) | Statistik för Kyrielle des Vaux (Ref.) |
| -------------------------------------- | -------------------------------------- | -------------------------------------- | -------------------------------------- | -------------------------------------- | -------------------------------------- |
| Starter                                | Placeringar                            | Startprissumma                         | Segerprocent                           | Platsprocent                           | Rekord                                 |
| 16                                     | 5-1-6                                  | 352 720 euro                           | 31 %                                   | 75 %                                   | 1.11,7ak,                              |

### Större segrar
| År   | Lopp                | Kusk             | Vinstbelopp | Grupp   |
| ---- | ------------------- | ---------------- | ----------- | ------- |
| 2023 | Prix Hémine         | Mathieu Mottier  | 54 000 EUR  | Grupp 2 |
| 2023 | Prix Urgent         | Guillaume Lenain | 36 000 EUR  | Grupp 3 |
| 2024 | Prix de Pardieu     | Guillaume Lenain | 54 000 EUR  | Grupp 2 |
| 2024 | Prix Louis Le Bourg | Guillaume Lenain | 54 000 EUR  | Grupp 2 |